# Cremastus brevigenalis
Cremastus brevigenalis är en stekelart som beskrevs av Kolarov 1996. Cremastus brevigenalis ingår i släktet Cremastus och familjen brokparasitsteklar. Inga underarter finns listade i Catalogue of Life.